# Palomar 15
Palomar 15 (GCl 50) – gromada kulista znajdująca się w kierunku konstelacji Wężownika w odległości około 147 tys. lat świetlnych od Ziemi. Została odkryta w 1959 roku przez George’a Abella. Palomar 15 znajduje się 125,2 tys. lat świetlnych od jądra Drogi Mlecznej.